# Martial de Guernon-Ranville
Martial de Guernon-Ranville (Caen, 2 maggio 1787 – Ranville, 30 novembre 1866) è stato un magistrato e politico francese.

## Biografia
Discendente da una famiglia di antica nobiltà, figlio di un ufficiale dei moschettieri neri,
il conte Martial de Guernon-Ranville si arruolò nei 1806 nei veliti della guardia imperiale. Riformato a causa della miopia, praticò a Caen la professione di avvocato.
Salutò con entusiasmo la Restaurazione, durante i Cento Giorni entrò a far parte di una compagnia di giovani volontari desiderosi di combattere contro Napoleone, ma si dovette accontentare di montare la guardia, a Gand, a Luigi XVIII.
La sua devozione alla causa monarchica fu ricompensata solo nel 1820, con la nomina alle funzioni di presidente del tribunale civile di Bayeux. Fu quindi avvocato generale a Colmar, procuratore generale a Limoges (1822), a Grenoble (1826), a Lione (1829). Nel suo discorso d'insediamento in quest'ultima città si dichiarò nettamente «controrivoluzionario».
Il 18 novembre 1829 fu chiamato, nel governo Polignac, a succedere a Montbel come ministro segretario di Stato al dipartimento degli affari ecclesiastici e ministro dell'istruzione pubblica. Durante la sua carica si sforzò di migliorare la condizione degli istitutori, e fece approvare (14 febbraio 1830) una ordinanza che estendeva il beneficio dell'istruzione primaria a tutti i comuni del regno.
Il 2 marzo 1830 fu eletto deputato per il collegio del Maine e Loira in sostituzione di François Régis de La Bourdonnais, nominato pari di Francia. Si oppose all'Indirizzo dei 221, al punto che, in occasione del Consiglio dei ministri, si oppose allo scioglimento delle camere e si pronunciò nettamente, nella discussione riguardo alle Ordinanze, contro le misure estreme.
Fu rieletto deputato il 19 luglio 1830. Firmò le Ordinanze del 25 luglio più per non emarginarsi dai colleghi che per convinzione. Il 29, a Rivoluzione di luglio ormai in atto, respinse ogni ipotesi di trattativa con gli insorti. Dopo la partenza della famiglia reale andò a Tours, dove fu arrestato, e condotto al castello di Vincennes nella notte fra il 25 e il 26 agosto. Nel corso del processo ai ministri di Carlo X davanti alla Corte dei Pari, fu difeso da Adolphe Crémieux e condannato al carcere a vita. Rimase prigioniero per cinque anni nella fortezza di Ham, da cui uscì il 23 novembre 1836 per il provvedimento di grazia collettiva decisa dal primo governo Molé e si ritirò definitivamente a Ranville.